# Kadjo Amangoua

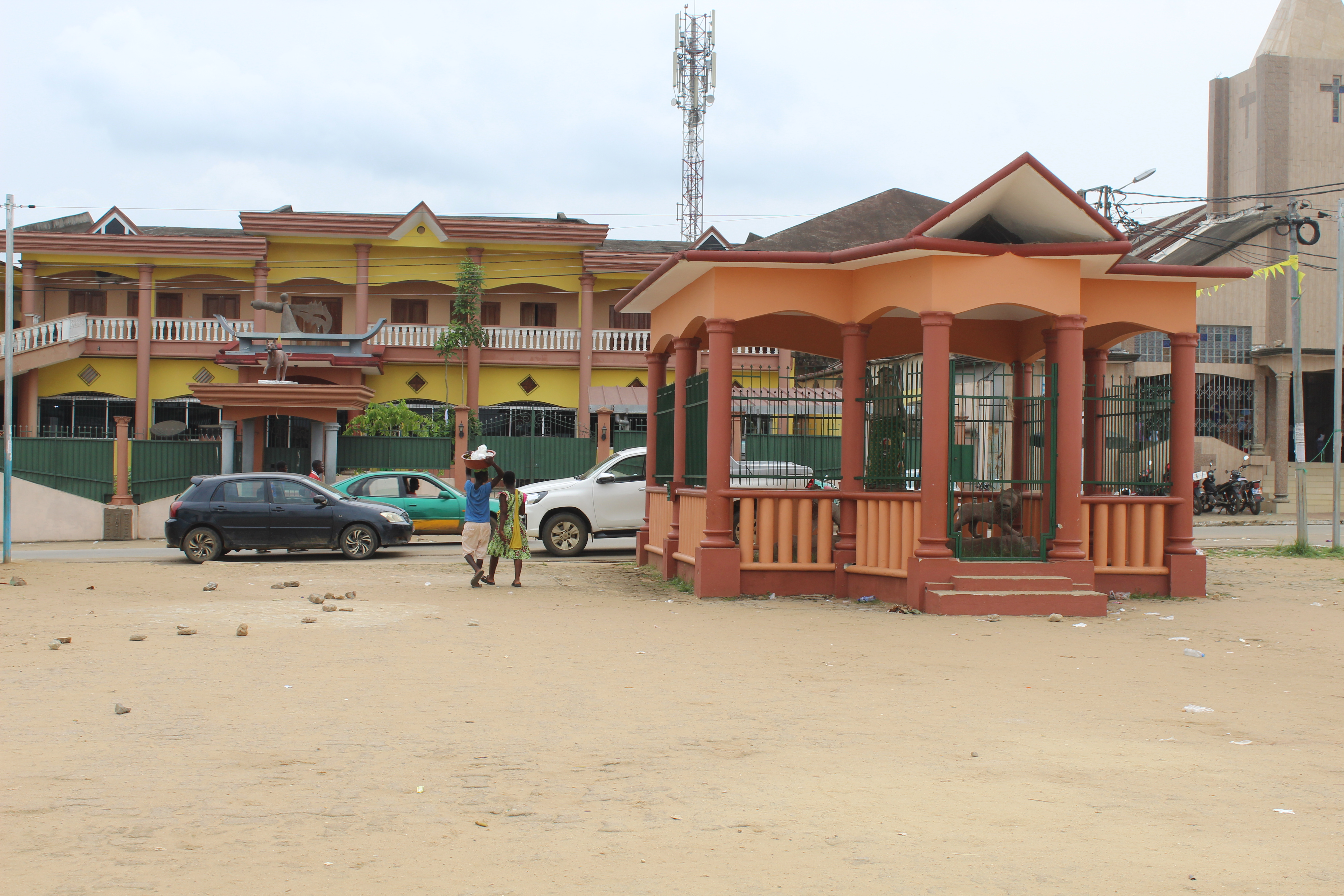
La Place kadjo Amangoua de bonoua

Kadjo Amangoua est un guerrier Abouré et une figure emblématique de la résistance du peuple Abouré de Côte d'Ivoire au cours de la période coloniale. Il est né vers 1825 et mort en 1909 en exil au Gabon. 

## Biographie
Kadjo Amangoua est né vers 1825. Il est issu d'une famille originaire de Bonoua, dans le quartier Koumassi de la dite localité. Né de son père Kadjo Komou et de sa mère Anguete, il est le troisième  parmi les huit fils de son père. il était considéré comme un noble par ses parents.
En tant que troisième fils, Kadjo Amangoua est intégré à la classe d'âge Tchagba de la génération M’ploussoué selon la tradition Abouré. Amangoua maîtrise plusieurs dialectes et entretient des relations avec la plupart des chefs de village Agni et N’Zima voisins.
Kadjo Amangoua est un membre de la 3e promotion des «Noudjoupoué» (1865-1875),,. Il appartient au clan Adjékêpoué ou Adiekêpwê et a joué un rôle majeur dans la résistance contre l'expansion coloniale française,.
C'est un chef de guerre et considéré comme l'une des personnalités influentes Abouré en Côte d'Ivoire qui a livré une résistance héroïque face aux colons au XIXe siècle.
Il fut capturé  et déporté au Gabon,, où il meurt le 16 octobre 1909,.

### Sa descendance
Kadjo Amangoua a contracté cinq mariages successifs avec Massan, Antcho, Atoua, Amlan et Yaba. Il est père de treize enfants, à savoir que sont Kadjo Komou, Kadjo Voutoué, Kadjo Vamou, Kadjo Mossou, Kadjo N’Gouoin, Amangoua Moh, Amangoua Offono, Amangoua N’Ni, Amangoua Anghètè, Amangoua Ebé, Amangoua Assoua, Amangoua Téki (la mère du tout premier maire de la ville de Bonoua, Jean-Baptiste Amethier) et Amangoua Akassimadou.

## Histoire

### Rôle de Conciliateur
Kadjo Amangoua se distingue également comme un acteur politique et social majeur. Il a contribué à la résolution d'un conflit entre les quartiers Koumassi et Bégnini de Bonoua et a participé à la résolution de conflit de classes d'âge Abouré dans les années 1885 et1890. Il est à l'initiative de la création du quartier Blônouklô en tant que quartier de médiation qui révéle son rôle de conciliateur. En outre, son engagement dans des actions de blocus contre les commerçants français dans les années 1880 témoigne de son rôle majeur dans la résistance économique des Africains face aux politiques coloniales de l'époque.

### Ses activités économiques
Kadjo Amangoua fut un grand commerçant, stratège politique et guerrier influent. Il s'investit dans le commerce, entreprend des voyages en Gold Coast (actuel Ghana) et en Sierra Leone, où il établit des relations d'affaires durables avec des commerçants locaux sur la côte de Grand-Bassam.
Parallèlement à ses activités commerciales, Amangoua crée une usine de sel et d'alcool, élargissant ainsi son réseau commercial. En collaboration avec des amis originaires de Yaou (Bonoua), il participe également à des activités de pêche le long du fleuve Comoé, utilisant les produits de ces entreprises comme monnaie d'échange avec d'autres membres de la communauté. De plus, grâce à des alliances familiales, il acquit plusieurs terres dans la forêt, établissant des exploitations agricoles.

### Guerre contre les colons français
Les conflits récurrents entre Bonoua et le Sanwi se déroulèrent sous plusieurs rois, dont Adjobi, Kissi, Awlè, Kacou Nogbou. Mais sous le roi du Sanwi Amon N'Douffou 1er, un accord de paix remplace les hostilités, cependant  après sa mort, les Abourés n'assistent pas à ses funérailles, cela entraîne des tensions. L'intervention du gouverneur Louis-Gustave Binger pour prévenir une guerre entre les deux ethnies dégénère en affrontement en novembre 1894. Les troupes françaises  attaquent Bonoua, conduisant à un violent combat où Kadjo Amangoua, chef d'État-Major, dirige la résistance,,. Après plusieurs jours, les forces françaises se retirèrent, laissant Bonoua abandonnée et les troupes indigènes se replièrent dans la forêt de "N'Tchoué-boh",.

### Sa capture
Bonoua est soumise par l'administration coloniale via des moyens subtils, notamment en utilisant un fonctionnaire indigène qui était un parent d'Amangoua pour livrer le guerrier. Capturés en solidarité avec lui, le roi Ahui Nogbou de Bonoua, le Chef Otchoumou Kacou d'Adiaho et Kadjo Amangoua sont exilés au Gabon en 1896,,.

### Sa mort
En 1910, le capitaine Laignoux des tirailleurs sénégalais rapporte au gouverneur du Gabon à Libreville la mort de Kadjo Amangoua, survenue le 16 octobre 1909 après une maladie d'une semaine aux symptômes vagues. Les circonstances de sa maladie ont suscité des spéculations, avec des suspicion d'empoisonnement étayées par des retards dans l'annonce de son décès. La communication tardive de la mort a renforcé l'idée que l'administration craignait le retour d'Amangoua en Côte d'Ivoire, retardant ainsi la libération de ses compagnons et incitant Bonoua à remettre 650 fusils sous la fausse impression que leur leader était toujours en vie. La dissimulation persistante du décès alimentait les tensions et les craintes de troubles dans la région.

### Le retour de ses restes mortuaires
Ahimin Koua N’tayé alias Jean Baptiste Améthier a honoré l'engagement fait à sa grand-mère Yaba en entreprenant des enquêtes et des recherches pendant 17 ans pour localiser la tombe de son grand-père, Kadjo Amangoua. Sur recommandation du président Félix Houphouët-Boigny et du ministre d’État Mathieu Ekra, des recherches ont été menées à Dakar, Abidjan et Libreville. En 1999, avec l'approbation du ministère gabonais de l'intérieur et en collaboration avec la société Gabosep, de la terre prélevée au cimetière indigène de N’djolé a été transportée par avion en Côte d’Ivoire. Le  résistant ivoirien Kadjo Amangoua, surnommé « Totossi Djra » qui signifie le lion de Bonoua, a été célébré le samedi 22 octobre 2005 à Bonoua, en présence du président Laurent Gbagbo, de son épouse, des rois locaux, de diverses personnalités politiques, diplomatiques, administratives, civiles, militaires et d'une foule nombreuse,.